# Cataglyphis bicolor
|  | Dieser Artikel wurde aufgrund von formalen oder inhaltlichen Mängeln in der Qualitätssicherung Biologie zur Verbesserung eingetragen. Dies geschieht, um die Qualität der Biologie-Artikel auf ein akzeptables Niveau zu bringen. Bitte hilf mit, diesen Artikel zu verbessern! Artikel, die nicht signifikant verbessert werden, können gegebenenfalls gelöscht werden. Lies dazu auch die näheren Informationen in den Mindestanforderungen an Biologie-Artikel. |

Cataglyphis bicolor ist eine Ameisenart, deren Lebensraum sich auf die Wüste Sahara beschränkt.

## Lebensweise
Ihre verhältnismäßig langen Beine halten den Rest des Körpers etwa 4 mm über dem Boden, wo es 10 °C kühler ist als direkt auf dem Wüstensand (welcher sich auf bis zu 70 °C aufheizen kann).
Die Art ist ein Aasfresser. Ihre Beute besteht aus den Kadavern von Insekten und anderen Gliederfüßern.
Sie sind in Kolonien, die in unterirdischen Nestern leben, organisiert.

### Orientierung
Ihre raue, sich ständig wandelnde Umgebung macht es dieser Ameisenart unmöglich, sich nach ihrem Geruchssinn zu orientieren. Sie verlassen sich, wenn sie auf Beutesuche gehen, auf das Polarisationsmuster des Sonnenlichts am Himmel, das ihnen Orientierung ermöglicht. Um die Distanz der zurückgelegten Strecke zu erkennen, nutzen sie ein inneres Pedometer, mit dessen Hilfe sie ihre Schritte auf einer Wegstrecke von bis zu Hunderten von Metern „zählen“ und auf diese Weise zu ihrem Nest zurückfinden. Auf ihrem Weg können sie eine Höchstgeschwindigkeit von 1 m pro Sekunde erreichen.

## Taxonomie
Die Abgrenzung dieser Art wurde bis 1994 anders als heute verstanden, als der Zoologe Rüdiger Wehner und Kollegen erkannten, dass das, was man vorher unter diesem Namen verstanden hatte, in Wirklichkeit ein Komplex dreier sehr ähnlicher Arten ist. Die neu beschriebenen Schwesterarten wurden Cataglyphis viaticus und Cataglyphis savignyi benannt. Bei älteren Publikationen muss daher überprüft werden, auf welchem Artkonzept die Angaben beruhen und ob nicht in Wirklichkeit eine der neu erkannten anderen Arten gemeint sein könnte.